# Anacimas
Anacimas är ett släkte av tvåvingar. Anacimas ingår i familjen bromsar.
Kladogram enligt Catalogue of Life:
| Anacimas | \| \| Anacimas dodgei \| \| \| \| \| \| Anacimas limbellatus \| \| \| \| |
|          | \| \| Anacimas dodgei \| \| \| \| \| \| Anacimas limbellatus \| \| \| \| |
|          | Anacimas dodgei                                                          |
|          |                                                                          |
|          | Anacimas limbellatus                                                     |
|          |                                                                          |